# La Sagrada (Venezuela)
La Sagrada fue nombre informal del servicio de seguridad y de inteligencia de Venezuela durante la dictadura de Juan Vicente Gómez (1908-1935). Funcionó como una policía política, llevando a cabo represión contra disidentes del gobierno, con cientos de desaparecidos y asesinados.

## Historia
Según la revista El Desafío de la Historia, al principio todos sus integrantes provenían de Capacho, en Táchira, de donde Cipriano Castro había reclutado miembros para su guardia personal. De acuerdo con El Impulso, el apodo vino de la frase «no te metas con ellos que son sagrados», lo que derivó en La Sagrada. Sus integrantes vestían de liquiliqui y solían cargar fusiles máuseres, revólveres calibre 38 y machetes.
Tras el asesinato de Juan Crisóstomo Gómez en 1923 un grupo de personas fueron acusadas por los hechos y encarceladas en la cárcel de La Rotunda. La Sagrada los sacó de prisión para drogarlos y torturarlos. Posteriormente fueron encontrados asesinados a balazos. Una semana después del asesinato, un miembro de La Sagrada trepó la reja de la ventana de la residencia de un músico en Caracas que estaba tocando el piano, con la finalidad de inspeccionar a quien se consideraba que estaba perturbando el duelo de la familia presidencial; este al ver a La Sagrada entrar en su casa sufrió un infarto al corazón.
La Sagrada arrestó a Joaquín Mariño por difusión de propaganda comunista, de quien se informó su supuesto suicidio y se prohibió abrir su ataúd, orden que su familia desobedeció, encontrando signos de tortura. El obispo de Valencia Salvador Montes de Oca tuvo un enfrentamiento con el gomecismo debido a que organizó su misa, en un contexto donde la Iglesia prohibía el sepelio de los suicidas.